# Paris à tout prix (mini-série)
Pour les articles homonymes, voir Paris à tout prix.
Paris à tout prix est une télésuite documentaire française réalisée par Yves Jeuland et diffusée en 2001.

## Synopsis
Durant près de deux ans, de juin 1999 jusqu'à l'élection du nouveau maire en mars 2001, l'équipe d'Yves Jeuland a suivi l'âpre campagne des candidats à la Mairie de Paris.
La caméra est partout : 
- Indiscrète, elle enregistre des discussions et commentaires tardifs de fins de dîners ou de conférences où d'aucuns se laissent aller à des propos peu amènes sur leurs adversaires…
- Publique, elle recueille réflexions et avis des Parisiens aux terrasses des cafés ou sur les marchés.

Le tournage s'achève en même temps que la proclamation du résultat des votes du second tour.
Le documentaire ressemble à un feuilleton télévisé et il a été plusieurs fois récompensé.

## Fiche technique
- Titre original : Paris à tout prix
- Réalisation : Yves Jeuland
- Scénario : Yves Jeuland, Pascale Sauvage
- Photo : Jérôme Mignard, Frédéric Vassort, Christophe Petit, Yves Jeuland
- Son : Matthieu Daude, Denis Lepeut, Fabrice Naud
- Montage : Sylvie Bourget, Dominique Barbier
- Pays d'origine :  France
- Tournage : 
  - Langue : français
  - Période : 1999-2001
  - Extérieurs : Paris
- Sociétés de production : Canal+, Compagnie des Phares et Balises
- Société de distribution : Compagnie des Phares et Balises
- Format : couleur PAL — 4/3 — son stéréophonique
- Genre : télésuite documentaire
- Durée : 135 minutes (total des 4 épisodes)
- Date de diffusion : 18 avril 2001 sur Canal+

## Distribution
Eux-mêmes (par ordre alphabétique) :
- Pierre Arditi
- Robert Badinter
- Édouard Balladur
- François Bayrou
- Bernard Bled
- Michel Charzat
- Bernadette Chirac
- Pascale Clark
- Lyne Cohen-Solal
- Josée Dayan
- Roxane Decorte[1]
- Bertrand Delanoë
- Michel Denisot
- Jacques Dominati
- Laurent Dominati
- Tony Dreyfus
- Yves Galland
- Juliette Gréco
- Jean-Paul Huchon
- Lionel Jospin
- Caroline Lang[2]
- Jack Lang
- Macha Méril
- Françoise de Panafieu
- Stéphane Paoli
- Charles Pasqua
- Michel Piccoli
- Jean-François Probst
- Claude Rich : narrateur (voix off)
- Philippe Séguin
- Jean Tiberi
- Xavière Tiberi
- Jacques Toubon
- Francky Vincent

## Distinctions
- 7 d'or 2001 de la meilleure série documentaire
- Remise des Lauriers 2001 du club de l'audiovisuel au Sénat
- Prix 2001 du Broadcast (magazine) (en)[3]
- Festival international du film d'histoire de Pessac 2001 : sélection officielle
- États généraux du film documentaire de Lussas 2001 : sélection officielle